# 廢話謬誤
廢話謬誤是一種言詞謬誤，主要特徵是講話聽上去有道理，實質上卻是廢話，造成誤導。

## 事實陳述與概念陳述
一個陳述（命題）若需經驗觀察或科學實驗、問卷調查等程序來分辨真假，稱作事實陳述（命題），例如「光的入射角與反射角相等」、「太陽的体积比地球大」、「多數民眾支持死刑」、「多數教師與家長支持體罰」。
一個陳述（命題）若不需經驗觀察，單憑定義就能根據理性和邏輯推理出真假，稱作概念陳述（命題），例如「三角形有三個角」、「單身漢都是未婚的」、「圓形不是正方形」、「平面上線段是兩點之間最短的距離」、「十进制下1+1=2」。
一般而言，事實陳述有關經驗事實，如經驗事實與其描述不符，陳述就被否定；概念陳述是無關經驗事實的，一旦它成立，無論經驗事實如何，概念陳述都不會受到否證。
然而，透過巧妙的組合，有些概念陳述可用看似談論經驗事實的型態出現，但由於它們與經驗事實無關，在多數語境下並無訊息意義和指導實踐的意義，因而是廢話，儘管如此，由於貌似事實陳述，往往會令人誤以為說了有實用意義的話。
例如「國家代表隊比賽要嘛會獲勝，要嘛不會獲勝」、「在用武器換人質的事爆出來以前，總統要么知道這件事，要么不知道」、「遇到岔路時正確的路徑是特定一邊的機率為50%」，便是看似事實陳述，但實際上依概念推理便恆常成立的話，通常是無用的廢話。
然而，這些陳述有時可作為推理中的重要環節，比如「在用武器換人質的事爆出來以前，總統要么知道這件事，要么不知道。如果總統事前知道，那麼他掩飾了這件事；如果總統事前不知道，那麼他對狀況掌握太差，無論何者都意味著總統是不稱職的。」此時便不是廢話。
再如「做人不要太自大，也不要太謙虛」，可以有不同解讀。有時論者已將「不適當、不應該」定義作「太」的意思的一部分，使原句相當於「做人不應該自大到不應該的程度，也不應該謙虛到不應該的程度」，這總是成立的。然而我們關注或爭論的焦點通常是自大到何種程度不應該、謙虛到何種程度不應該，論者略而不談，便是廢話。
有時論者已說明過判斷標準，或語境已明顯提示經驗上的判準，例如醫師告訴糖尿病病人：「血糖要控制好，不要太高或太低」，由於醫學上已有血糖太高或太低的標準，或者醫師先前已告知過血糖應控制在什麼範圍，此時「血糖不要太高或太低」便可解讀為「血糖不要超出醫學認定的標準值（或先前告知過的範圍）」，這樣的說法便有指導實踐的意義，不是廢話。
又如「凡人皆性善（不善的不能稱作人）」、「注重人權的國家殺人都沒有死刑（對殺人施用死刑的不是注重人權的國家）」、「基督徒是誠實的（不誠實的不能稱作基督徒）」、「真正的蘇格蘭人不會在粥裡加糖（粥裡加糖的不是真正的蘇格蘭人）」。這類陳述看似在描述經驗事實，但就整個用法看來，似乎都是把日常使用的「人」、「注重人權的國家」、「基督徒」、「真正的蘇格蘭人」暗中篡改為自行創造的另一種定義，而在該定義下原命題是恆真的，與經驗事實無關，而成了無用的廢話。

## 廢話謬論的解析
廢話是語境上缺乏認知或訊息意義的話，但可以是為了幽默、心理安慰或其他效果而說。
然而有時說者蓄意用類似廢話的語句誤導他人，有時說者本身也被誤導，比如：
- 空廢的宣稱（如下例#選前預測、#考前預測）
- 空廢的解釋（如下例#鴉片引人入睡、#肝火旺）
- 空廢的理據（如下例#未婚的單身漢、#適當的娛樂、#一切都是因緣）
- 空廢的知識（如下例#努力必有好成績、#人性本善、#對症下藥）

誤導性的廢話可稱作「廢話謬論」，無論是聽者或說者，如將無內容的廢話當做有內容的話，並產生相關的不當推理，便可算是思維上犯了「廢話謬誤」。
廢話謬論與語言的模糊、歧義性息息相關，通常可涉及歧義謬誤、不相干的謬誤、及乞題（循環論證）謬誤。
廢話謬論通常會涉及一些關鍵詞，這些詞本身是模糊的，很難有精確定義，不同的人會有不同理解。通常說者的用法有幾種解讀，其中一種解讀是當作經驗陳述，通常是一般用法或一般人會預期的意思（儘管有些許模糊），這種解讀下原論述往往會受質疑，而說者的反駁方式是預設原論述為真，用邏輯上的直接推論支持原論述，如此並未真正證成原論述，這相當於乞題（循環論證）謬誤。或者，說者設定了明確的經驗性判準，卻不提供理據，此時可視作不當預設、乞題謬誤。或者，說者未提供較明確的經驗性判準，導致原論述過於模糊，難以有效指導實踐，因而是無用的廢話，可視作不相干的謬誤。
另一種解讀是當作概念陳述，通常不是一般用法或一般人會預期的意思，往往是說者故意使用以誤導他人的自訂意思。說者通常是意圖使用約定定義，這種解讀之下，原論述根據定義總是為真，受質疑時說者的反駁也能合理化，但如此一來原論述並未提供關於主題的有用訊息，可算是不相干的謬誤。說者也可能意圖提出詞法定義，然而詞法定義應當符合語言社群的實際用法，說者的用法若嚴重背離，便是有錯誤的認知，或可視作不當預設、乞題謬誤。
總體而言，類似廢話的語句，其關鍵詞的實際意思及說者的實際思路往往有多種理解方式且不易釐清。當論述一旦理解為事實陳述就不充分、不合理，只有理解為廢話才說得通，往往可認為是說廢話。說廢話有可能是思路不清晰或未能掌握重點，也可能是存心誤導他人，後者可算是廢話謬論。
另一種廢話較明顯，誤導性也較弱，即給出一些一定為真的或大家都知道、一般不會在乎的資訊。有時這種廢話和主題乍看強烈相關，一旦細思便可發覺對主題毫無助益。一般而言，如說者顯然意圖用廢話迴避話題或轉移注意力，便可視作謬論。

## 廢話謬誤示例

### 選前預測
- 甲：對於李雷與韓梅梅的選戰，您預期會如何發展？
- 乙：要不是李雷勝選，就是韓梅梅勝選。

乙的說法一定為真，但大家都知道、一般也不會在乎，缺乏實質預測意義，故為廢話。

### 考前預測
- 甲：你認為小明考試會過關嗎？
- 乙：如果他有這個命，就會考過。
- 甲：那麼小明是否有這個命呢？
- 乙：看他到時候有沒有考過囉。

此例「有這個（考過的）命」幾乎只能理解為「最後考試會過關」的換句話說，此時乙的說法相當於「如果他到時候有考過，就會考過」，這只是根據定義恆真，缺乏預測意義，故為廢話。（參見：回顧性宿命論）

### 鴉片引人入睡
- 甲：為什麼鴉片能引人入睡？
- 乙：因為它有催眠的力量。
- 甲：為什麼鴉片有催眠的力量？
- 乙：因為鴉片能引人入睡。

此例「催眠的力量」幾乎只能理解為「能引人入睡」的換句話說，此時「鴉片有催眠的力量，因此鴉片能引人入睡」只是根據定義恆真，沒有真正解釋原因，故為廢話。
要真正解釋鴉片引人入睡，應提供可獨立檢驗的證據，例如生理學、藥理學實驗與研究資料，而非訴諸除「能引人入睡」別無其他檢驗方法的「催眠的力量」。

### 肝火旺
- 甲：為什麼我最近脾氣特別暴躁？
- 乙：因為你肝火旺。
- 甲：怎麼知道我肝火旺？
- 乙：因為你脾氣特別暴躁。
- 甲：為什麼肝火旺會脾氣特別暴躁？
- 乙：因為情緒是肝主管的。
- 甲：我該怎麼辦？
- 乙：我開個「清肝丸」給你，這種丸藥可以清肝火。
- 甲：對了，怎麼知道情緒是肝主管的？
- 乙：因為當脾氣大的時候，給清肝火的藥可以改善。
- 甲：為什麼這丸藥可以清肝火？
- 乙：因為當肝火旺的時候，給這丸藥可以改善。

乙的說法是不斷把「甲脾氣特別暴躁」、「『清肝丸』可改善脾氣特別暴躁」兩個經驗事實不斷換句話說，並無提供真正的因果解釋。把關鍵詞代換為任何事物都通，例如：

- 甲：为什么我最近脾气特别暴躁？
- 乙：因为你很笨。
- 甲：怎么知道我很笨？
- 乙：因为你脾气特别暴躁。
- 甲：为什么很笨会导致脾气特别暴躁？
- 乙：因为情绪是大脑主管的。
- 甲：我该怎么办？
- 乙：我开个“完脑丸”给你，这种丸药可以修补大脑的缺损。
- 甲：对了，怎么知道情绪是大脑主管的？
- 乙：因为当脾气大的时候，给修补脑的缺损的药可以改善。
- 甲：为什么这丸药可以修补脑的缺损？
- 乙：因为很笨的时候，用这个丸药可以改善。

如果乙不只是玩文字遊戲，每個關鍵詞理應有更具體的信息，例如「怎麼知道我肝火旺？」應回答除了脾氣特別暴躁以外的其他相關經驗判準（比如臉紅、發熱），「怎麼知道情緒是肝主管的？」也應提出更多生物學上確實與肝相關的證據（比如一些神經、內分泌的研究）。

### 未婚的單身漢
小明是單身漢，因為他還沒有結婚。

「單身漢」本身就包括了「還沒有結婚」的意思，故原句為恆真句。如果有人質疑根據什麼知道小明是單身漢，「他（小明）還沒有結婚」通常不是有說服力的理由。因此，此句雖看似論證，但實質上無說服力，其資訊意義僅相當於「小明是單身漢」這樣一句斷言。

### 一切都是因緣
一切都是因緣，工作不順利不是你的錯，不必自責

此例「因緣」是模糊詞，一種解讀是「一切都是任何事情的因果關係（導致），工作不順利不是你的錯，不必自責」，此時前後兩句無邏輯關聯，推論無法成立。另一種解讀是「一切都是不應究責於人的因素（導致），工作不順利不是你的錯，不必自責」，此時原推論有效，然而一旦如此解讀便會發現「一切都是不應究責於人的因素（導致）」是可疑的前提，論者將之視作理所當然而不提出理據，是缺乏說服力的（這種情況可視為乞題謬誤）。

### 努力必有好成績
- 媽媽：你資質不錯，只要夠用功，一定會有好成績。
- 兒子：可是我這次花了非常多時間準備，還是考不及格。
- 媽媽：這是因為你還不夠用功。
- 兒子：何以見得？
- 媽媽：因為你考試成績不好。

此例「夠用功」是模糊句，一種解讀是一般意義的夠用功，一種解讀是「有做到後來考出好成績的用功程度」。如解讀為前者，媽媽第三句以後的推理其實是在預設「只要小明夠用功，一定會有好成績」為真之下推理出「小明沒有好成績，是因為小明不夠用功」，但「只要小明夠用功，一定會有好成績」其實是可疑的前提（有可能小明資質不好或未掌握讀書方法，因此即使很用功仍無法考出好成績），此屬乞題（循環證成）謬誤，無法有效證明「只要小明夠用功，一定會有好成績」。如解讀為後者，媽媽第一句話的「只要夠用功，一定會有好成績」便只是「只要有做到後來考出好成績的用功程度，一定會有好成績」的換句話說，這是根據定義恆真、沒有實用價值的廢話。
相對地，如果對話是像這樣進行：

- 媽媽：你資質不錯，只要夠用功，一定會有好成績。
- 兒子：可是我這次花了非常多時間準備，還是考不及格。
- 媽媽：這是因為你還不夠用功。
- 兒子：何以見得？
- 媽媽：你別唬我了！大部分同學幾週前就拼命讀書，你平常不讀書、作業不寫、上課老是翹課，考前的兩天才開夜車，這怎能算是夠用功呢？

從對話上可看出，「（考試）幾週前就拼命讀書」是媽媽認為的「夠用功」，「平常不讀書、作業不寫、上課老是蹺課，考前的兩天才開夜車」則是媽媽認為的不夠用功，因而媽媽說的「夠用功」應是一般意義的夠用功，有實踐上能掌握的大致範圍，也是潛在可否證的（如果小明幾週前就拼命讀書，且平常有讀書、作業有寫、不蹺課，很早就開始準備考試，仍考不好，便證明媽媽說錯），故不屬廢話謬誤。
或者像這樣進行：

- 媽媽：你資質不錯，只要夠用功，一定會有好成績。
- 兒子：可是我這次花了非常多時間準備，還是考不及格。
- 媽媽：你真的準備很久？
- 兒子：我待在圖書館讀書的時間比其他同學都長，而且我也經常請教教授和學長。
- 媽媽：你說得對，也許你需要的不只是用功，也該想想讀書方式和應考策略是否有問題了。

媽媽雖未明確定義「夠用功」，但從對話上可看出媽媽同意兒子算是「夠用功」，也接受否證，她說的「夠用功」應是事實陳述，而非空廢的概念陳述。

### 對症下藥
只要對症下藥，沒有治不好的病。因此，如果病沒治好，就一定是醫生沒對症下藥。

此例「對症下藥」是模糊詞，一種解讀是一般概念的「給了醫理上恰當的診斷及治療」，此時整段推理是乞題（循環證成）。另一種解讀是「給了藥以後病有好」，此時這句話只是根據定義恆真，沒有實用價值。
這種言論往往會誤導聽者產生錯誤想法，例如：「病沒治好就是沒對症下藥，沒對症下藥就該譴責或索賠，因此，病沒治好就該譴責或索賠」，前面的「沒對症下藥」其實是指「給了藥以後病沒有好」，後面的「沒對症下藥」則是指「給了醫理上不恰當的診斷及治療」，這是概念混淆造成的錯誤推理。（參見：歧義謬誤）

### 人性本善
- 甲：人都是善良的。
- 乙：那為什麼世界上有那麼多為非作歹的人？
- 甲：那些東西不是真正的人，因為他們不是善良的。

此例「真正的人」是模糊詞，一種解讀是一般意義的人，此時整段推理是乞題（循環證成）。另一種解讀是把善良定義為「真正的人」的必要條件，此時「真正的人都是善良的」只是根據定義恆真，沒有實用價值。此外，如果甲堅持「真正的人」應該以善良作為必要條件，其他的用法都是錯的，他應該適當說明「真正的人」有何特別意義，何以不善良不能稱作「真正的人」等等，否則可視作不當預設、乞題謬誤。（參見：沒有真正的蘇格蘭人）

## 廢話與廢話謬誤的相關概念

### 言辭空廢
香港哲学家李天命把認知性（旨在求真）語境上無用、缺乏信息內容的語句稱作言辭空廢，其中，若是把概念命題冒充作事實命題使用，稱作空廢命題、絕對空廢；非概念陳述卻對認知無助益的語句則稱作相對空廢。空廢命題若是基於暗中修改詞語意義而成，稱作強定成空。
例如以下說法是絕對空廢：
- 學者申請一筆經費研究單身漢的特性，做出結論「單身漢都是男性」
- 輔導老師對學生說「我向妳保證，只要男朋友真心愛妳，便不會拋棄妳」
- 算命的說「有中獎命的人遲早會中獎，如果始終中不到獎，便證明了沒有中獎命」

而以下說法通常是相對空廢的：
- 球評曰：「我隊輸球的主要原因是一直進不到球」（聽者不太可能不知道， 重點應在於分析為何一直進不到球）
- 買菜向店家詢問「這菜新不新鮮？」（十之八九會回答新鮮）
- 懷疑他人時，問他「你說的是真的還假的？」（八成會回答是真的）、「你有沒有騙我？」（八成會回答沒說謊）

此外值得注意的是，李天命的思方學把言辭空廢歸為語害而非歸為謬誤。語害是不恰當的語言使用方式，有害思維，但本身不一定就是錯誤思路或謬誤。

### 瑣碎真理
不重要、無價值的陳述是瑣碎的（trivial），正確但缺乏資訊意義的陳述，稱作瑣碎為真（trivially true）、瑣碎真理（trivial truth），這些瑣碎真理可以是純粹基於定義為真，也可以是基於人人知道的基本知識為真，無論如何，其共通點是都缺乏價值、對增進認知毫無幫助，因此它們是廢話。（但廢話未必都是瑣碎真理，還包括無法理解、總是為假或其他無用的話。參見廢話。）
例如「小美在巴黎，或者不在巴黎」、「如果你是小美的親戚，那麼，小美就會是你的親戚」、「每呼吸六十秒，就減少了一分鐘的壽命」、「在非洲，每過六十秒，就過了一分鐘」、「據統計，未婚生子的人絕大多數都是女性」、「每天省下買一杯奶茶的錢，十天後就能買十杯奶茶」、「如果有人打了你的臉，那麼你的臉就會痛」等等，一般都是瑣碎為真的廢話。
上例#選前預測可算是瑣碎為真，#考前預測、#鴉片引人入睡、#肝火旺、#努力必有好成績、#對症下藥、#人性本善等例在某些解讀下也算是瑣碎為真。

### 分析語句
分析語句是指僅僅基於詞語定義便恆常成立的語句。
許多誤導性的宣稱可視作暗中把某關鍵詞的意義包括進另一關鍵詞的定義之中，例如：
- 「基督徒都是誠實的」暗中把「誠實」定義為「基督徒」本質的一部分
- 「鴉片能引人入睡，因為鴉片有催眠的力量」暗中把「有催眠的力量」定義為「能引人入睡」
- 「只要另一半真心愛你，便不會拋棄你」暗中把「真心愛你」定義為「不拋棄你」
- 「有中獎命的人遲早會中獎」暗中把「有中獎命」定義為「後來有中獎」
- 「年輕人不該太過要求被尊重」暗中把「太過（要求被尊重）」定義為「（要求被尊重）到不應該的程度」

此時這些宣稱便是僅僅基於詞語定義為真，因此有人把它們稱作分析語句式的謬誤。
上例#考前預測、#鴉片引人入睡、#肝火旺、#未婚的單身漢、#適當的娛樂、#努力必有好成績、#對症下藥、#人性本善皆可能理解作分析語句。

### 套套邏輯
英語「tautology」常譯作同義反覆、套套邏輯等等，有多種不同的理解方式。
修辭上的理解宜稱作同義反覆、重言句、套套句，是指「把一件事換句話說」，例如「不誠實的都不是基督徒」是「基督徒都是誠實的」的同義反覆；「鴉片有催眠的力量」是「鴉片能引人入睡」的同義反覆。
上例#考前預測、#鴉片引人入睡、#肝火旺、#未婚的單身漢、#適當的娛樂、#努力必有好成績、#對症下藥、#人性本善皆可能理解作同義反覆。
邏輯學上一種理解是專指恆真的命題邏輯式，宜稱作套套邏輯、恆真式，例如：
- 「基督徒都是誠實的；因此，不誠實的都不是基督徒」（{\displaystyle P\to P}）
- 「所有人都是在美國或不在美國」（{\displaystyle P\lor \lnot P}）
- 「國家代表隊將會贏得比賽，或國家代表隊將會輸掉比賽」（{\displaystyle P\lor \lnot P}）

然而，按此定義，重言式不包括諸如此類一般視作廢話的句子：
- 「四足動物都有四隻腳」（{\displaystyle P}）

較鬆散的用法是泛指一切「總是為真」的命題，宜稱作套套邏輯、恆真句。此種理解下，上述非命題邏輯定義下的恆真語句也可包含在內。
上例#選前預測、#考前預測、#鴉片引人入睡、#肝火旺、#未婚的單身漢、#適當的娛樂、#努力必有好成績、#對症下藥、#人性本善皆可能理解作恆真句。
廢話謬論往往有以上特徵，因此許多人把它們稱作「同義反覆」、「重言句」、「套套句」、「套套邏輯」、「恆真句」等等。

### 循環解釋
循環解釋（circular explanation），是把一件事換句話說以解釋自身，甚至定義許多空泛的術語，大致與同義反覆和分析語句類似，主要用於描述「解釋自身」的實例。
上例#鴉片引人入睡、#肝火旺可視為循環解釋。